# Ruta 127 (Costa Rica)
La Ruta 127, oficialmente Ruta Nacional Secundaria 127, es una ruta nacional de Costa Rica ubicada en la provincia de Heredia.

## Descripción
En la provincia de Heredia, la ruta atraviesa el cantón de Santa Bárbara (los distritos de Santa Bárbara, Purabá).